# Hypsophthalmus baxteri
Hypsophthalmus baxteri är en loppart som beskrevs av Hastriter 2001. Hypsophthalmus baxteri ingår i släktet Hypsophthalmus och familjen Chimaeropsyllidae. Inga underarter finns listade i Catalogue of Life.